# Mario Malossini

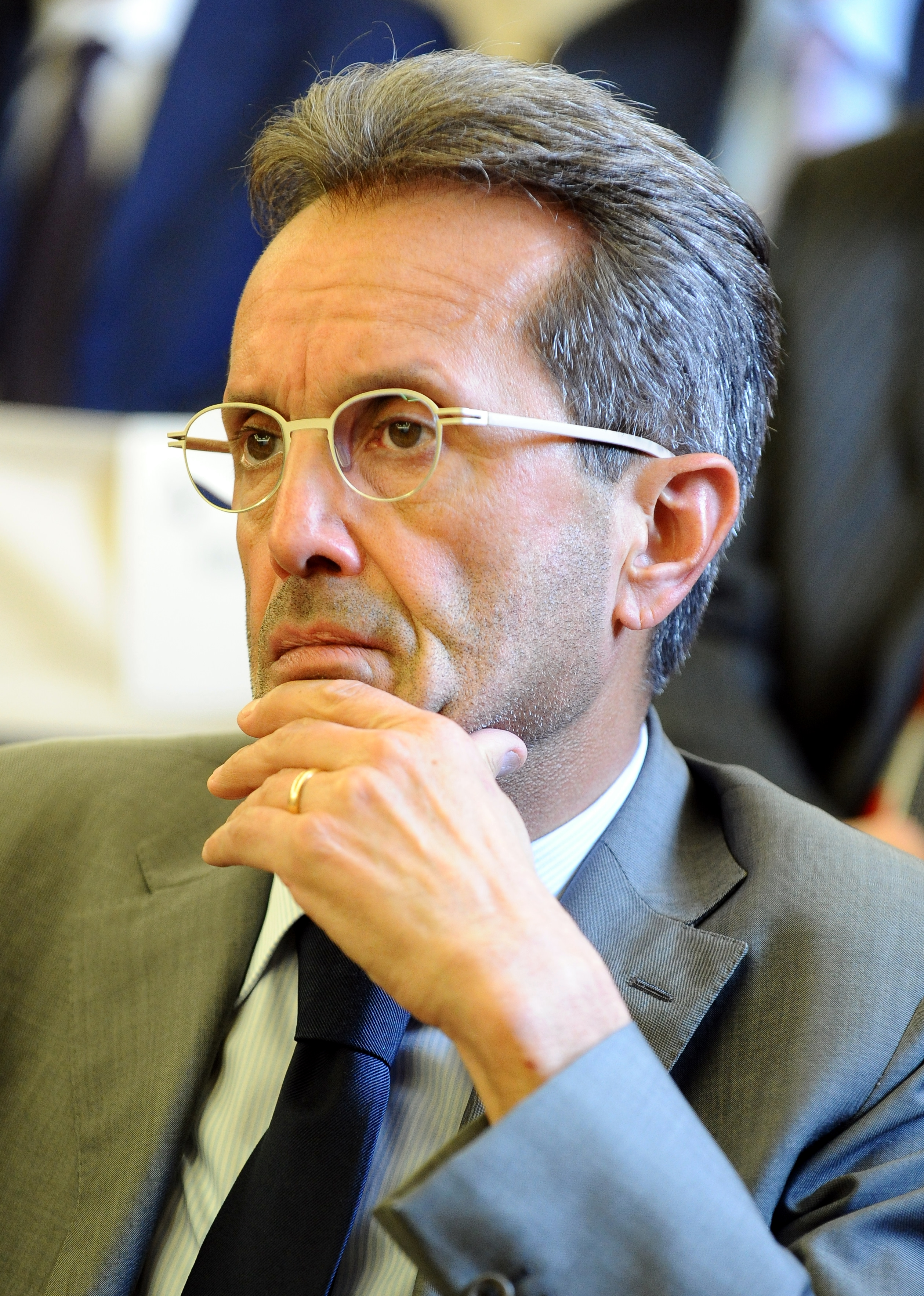
Mario Malossini

Mario Malossini (* 4. April 1947 in Riva del Garda) ist ein italienischer Politiker.
Im Jahr 1978 wurde Malossini als Abgeordneter der Democrazia Cristiana in den Regionalrat Trentino-Südtirol gewählt. Von 1981 bis 1988 diente er in der Regierung der Provinz Trient als Assessor für Tourismus und Handel. Von 1989 bis zu seinem Rücktritt 1992 war er Landeshauptmann des Trentino.
Infolge der Untersuchungen Mani pulite Anfang und Mitte der 1990er Jahre gegen große Teile der politischen Klasse Italiens geriet auch Malossini in den Blickpunkt der Staatsanwälte. Er wurde aufgrund von Ermittlungen wegen Schmiergeldzahlungen, welche die Brennerautobahn betrafen, der Hehlerei für schuldig befunden und zu einem Jahr Haft verurteilt. 1994 wurde er außerdem wegen Amtsmissbrauchs verurteilt. Das Kassationsgericht in Rom stellte jedoch 1996 fest, dass es sich um Korruption gehandelt habe und deswegen die Tat verjährt sei.
2003 wurde er für die Partei Forza Italia in den Trentiner Landtag gewählt, dem er bis 2008 angehörte.
| Personendaten    | Personendaten           |
| ---------------- | ----------------------- |
| NAME             | Malossini, Mario        |
| KURZBESCHREIBUNG | italienischer Politiker |
| GEBURTSDATUM     | 4. April 1947           |
| GEBURTSORT       | Riva del Garda          |